# Departamento Calamuchita
Calamuchita es uno de los 26 departamentos de la provincia de Córdoba (Argentina), situado en el centro-oeste, primordialmente en la zona serrana. San Agustín es la ciudad cabecera y Santa Rosa de Calamuchita el centro urbano más poblado. Tanto la sede del Gobierno de la Comunidad Regional Calamuchita como de la Policía Departamental y de los Tribunales del departamento, se encuentran en la ciudad de Embalse.

## Historia
El nombre de este departamento lo ha tomado del más caudaloso río no sólo de la región sino también de la provincia, el Tercero, y que los aborígenes denominaban Ctalamochita, según los primeros españoles que transcribieron al castellano de entonces los sonidos con el que los nativos definían a este curso de agua.
Calamuchita fue unos de los primeros departamentos en perfilarse como región, y cuando en los albores de los años independentistas hubo que elegir a los representantes de Córdoba, el departamento era una de las unidades que participaba con su voz y voto, además ha sido una de las regiones que ha logrado mantener su nombre original a través del tiempo.
La ley provincial sancionada el 20 de octubre de 1883, durante el gobierno de Gregorio Gavier, delimitó por primera vez este territorio, cuya cabecera es San Agustín.
Por ley provincial n.º 9039, del 03/07/2002, promulgada el 15 de agosto de 2002 se modificó el límite de los departamentos Santa María y Calamuchita, de modo tal que la comuna de La Cumbrecita quedó comprendida íntegramente en el departamento Calamuchita.
En 2019 la Legislatura Provincial aprobó la ampliación del tejido urbano de la ciudad de Almafuerte en el Departamento Tercero Arriba lo que obligó a cambiar los límites departamentales y con ella Calamuchita perdió 896 hectáreas más la totalidad del Dique Piedras Moras quedó en territorio terceroarribense por ley n.º 10641 sancionada el 3 de julio de 2019.

## Economía
Calamuchita se erige, merced a sus atractivos paisajísticos, su clima y sus buenas carreteras o "rutas",  como la segunda región cordobesa (tras el Valle de Punilla) en cuanto a captación de turistas; no obstante, el turismo  no lo es todo en este departamento, sino que cuenta además con otras actividades de importancia, como el aprovechamiento de los recursos hídricos y energéticos, como la serie de embalses artificiales, de los cuales uno de ellos es el Embalse de Calamuchita antiguamente del Río Tercero que es el mayor lago artificial de la Provincia de Córdoba y uno de los mayores de Sudamérica; y la Central Nuclear ubicada en las proximidades de la ciudad de Embalse.
El clima y el suelo departamentales, conforman un ambiente propicio para las forestaciones, en especial de pinos.
La minería ha tenido históricamente un lugar destacado en la economía departamental. Las principales extracciones son las de cales vivas. 

## Geografía

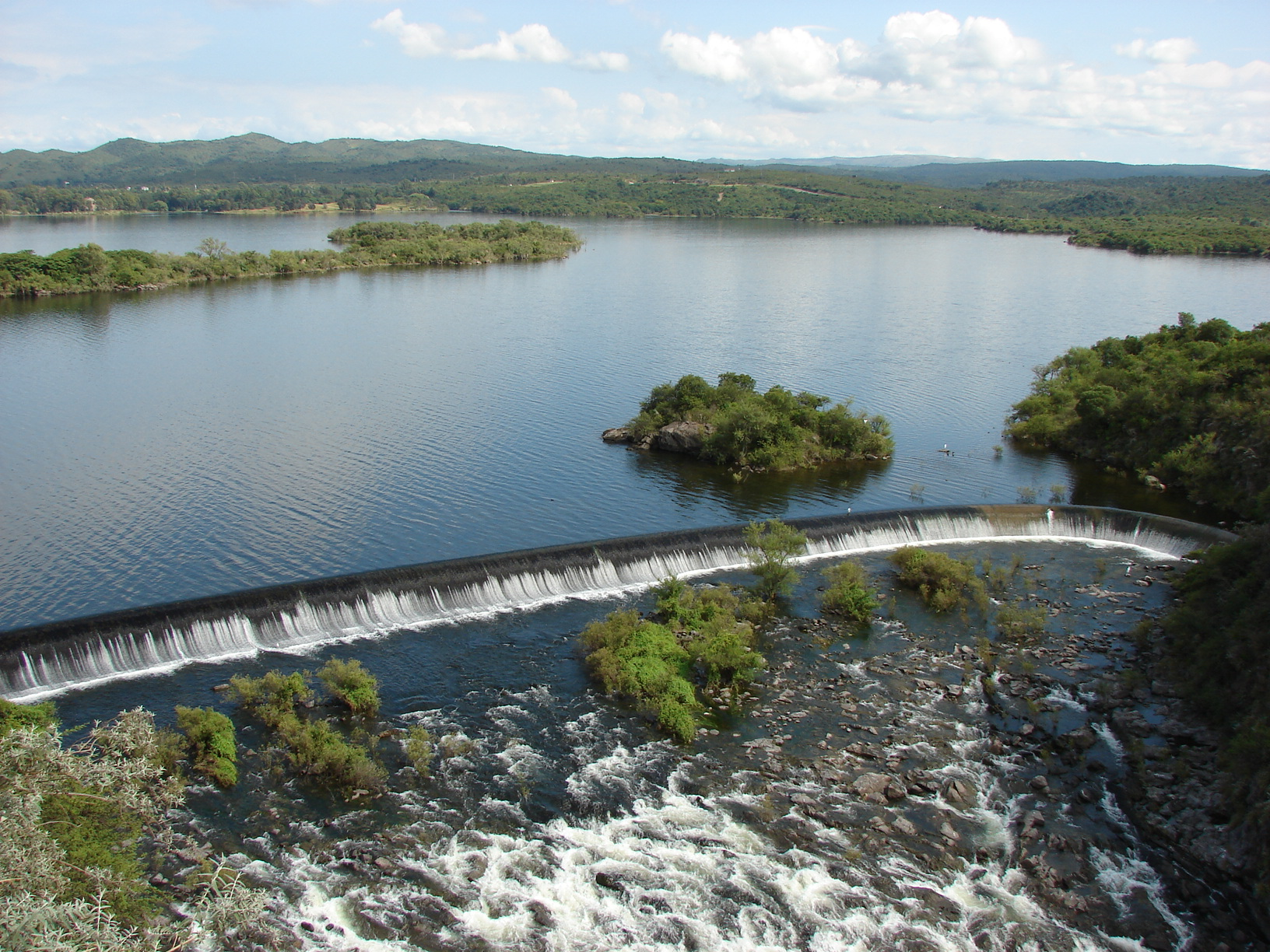
Paisaje en el departamento Calamuchita

Por su extensión representa el 2,85% del territorio y aloja a tan sólo al 1,97% de la población provincial, pero no obstante es muy renombrado por sus atractivos naturales, ya que contiene el paisaje de las Sierras de Córdoba en su máxima expresión, con la Sierra de Comechingones y las Cumbres de Achala culminante en el Cerro Champaquí el más elevado de la provincia; y el castillo de aguas que desciende de ellas, a través de numerosos ríos que han sido utilizados para la producción de energía eléctrica, formando los Embalses Los Molinos, Cerro Pelado, Río Tercero y Piedras Moras, que permiten la realización de actividades náuticas y pesca deportiva.
Toda la superficie del Departamento forma parte de la Reserva Recreativa Natural Calamuchitana, creada en el año 2000 por ley provincial 8.845. A su vez, dentro de esta reserva se incluye la Reserva Hídrica Natural Calamuchitana de 448.319 hectáreas, creada en el año 2000 por ley provincial 8.844; y dentro de ésta la Reserva Provincial de Uso Múltiple La Cumbrecita de 7.853 hectáreas, creada en el año 1995 por ley provincial 8.476. Todas ellas en el marco de la ley provincial 6964 de Areas Naturales de la Provincia de Córdoba. Sin embargo, ninguna de estas Áreas Protegidas Naturales tiene aprobado su plan de manejo.

## Demografía

### Estructura
Según el censo 2022 la población total del departamento es de 75 911 personas, repartidas en 
38 395 mujeres y 37 516 hombres, con un índice de masculinidad de 97,7 hombres por cada 100 mujeres. 
La edad mediana de la población es de 35 años (35 años entre las mujeres y 34 años entre los hombres).
El 13,2% de la población tiene más de 65 años (frente al 11,9% en 2010), y el 2,8% de la población tiene más de 80 años (frente al 2,7% en 2010)

### Salud y educación
El 57,4% de la población tiene al menos un tipo de cobertura de salud. 
Unas 23 180 personas asisten a algún tipo de establecimiento educativo de cualquier nivel y unas 9 457 personas tienen un título terciario o superior (19,4% sobre el total de la población instruida). La tasa de alfabetización es del 99,7

### Migraciones
De las personas residentes en el departamento, unas 21 130 (27,8% del total de población) nacieron en otra provincia, y unas 1 787 (2,3% del total de población) lo hicieron fuera del país, siendo los grupos de inmigrantes más numerosos los provenientes de:
- Paraguay: 286 personas
- Bolivia: 259 personas
- Chile: 147 personas
- Alemania: 128 personas
- Uruguay: 117 personas

### Hogares
En el departamento hay un total de 44 179 viviendas  y 28 298 hogares. 
En cuanto al régimen de tenencia y regularidad de la propiedad de las viviendas, el 57,9% es propia, el 23,6% es alquilada, el 8,0% es cedida o prestada, y el resto se encuentra en otra situación.
Sobre el total de hogares, 24 502 (86,5% del total) tienen acceso a red pública de agua corriente, 3 784 (13,3% del total) tienen desagüe y descarga a red pública cloacal, 6 296 (22,2% del total) tienen acceso a red pública de gas, y 19 421 (68,6% del total) tienen acceso a red de internet en la vivienda. 

## Organización territorial
El departamento se divide en siete pedanías o distritos y una Sede de Gobierno. Comprende además 24 gobiernos locales, cuyos ejidos municipales si bien son colindantes, no ocupan la totalidad del territorio departamental. Se categorizan en 10 municipios y 14 comunas. Pedanías con sus localidades y gobiernos locales:

### Cañada de Álvarez
Municipios:
- La Cruz
- Villa del Dique
- Villa Rumipal, (comprende también a la localidad de El Corcovado-El Torreón).

Comunas:
- Amboy
- Las Caleras
- Lutti
- San Ignacio
- Villa Amancay
- Villa Quillinzo, (comprende también a la localidad de Villa La Rivera).

Dentro de los límites de la pedanía se encuentran las localidades de Arroyo San Antonio y Villa El Tala que no poseen autoridades locales.

### Cóndores
Municipios:
- Los Cóndores (Argentina)
- Embalse (Córdoba)

### Molinos
Municipio:
- San Agustín

Comuna:
- Los Molinos, (comprende también a la localidad de Villa San Miguel).

### Monsalvo
Comunas:
- Calmayo
- Las Bajadas
- Segunda Usina

### Los Reartes
Municipio:
- Villa General Belgrano

Comunas:
- La Cumbrecita
- Los Reartes, (comprende también a la localidad de Capilla Vieja).
- Villa Ciudad Parque, (comprende también a la localidad de Solar de los Molinos).

Dentro de los límites de la pedanía se encuentran las localidades de Villa Alpina y Villa Berna que no poseen autoridades locales.

### Santa Rosa
Municipios:
- Santa Rosa de Calamuchita
- Yacanto de Calamuchita (comprende también a la localidad de El Durazno)

### Río de Los Sauces
Municipio:
- Río de los Sauces

Comuna:
- Cañada del Sauce

## Medios de comunicación

#### Redes sociales
- Yacanto Noticias (Facebook) - Villa Yacanto de Calamuchita.

#### Televisión
- SVision (Canal 2) toda la región
- El Sauce TV (Villa General Belgrano)
- 1 Click Calamuchita (por YouTube)

#### Diarios Digital
- Calamuchita en Línea www.calamuchitaenlinea.info
- Caminante Digital www.caminantedigital.com.ar
- Tres Digital
- Vía Calamuchita (Vía País) Digital
- Diario Ciudadano: periódico quincenal de Córdoba Capital y Calamuchita.[31]
- El Brote www.elbrote.org

#### Radios FM
- 88.3 Cadena Calamuchita Emisora (San Agustín)
- 90.3 Radio Comunitaria El Brote (Villa Ciudad Parque)
- 90.5 Radio Municipal (Villa del Dique)
- 91.1 FM del Cerro  (Villa Yacanto de Calamuchita)
- 91.5 FM Cadena Calamuchita Emisora (Villa Rumipal)
- 91.9 Radio Amancay (Villa Amancay)
- 92.1 FM del Lago (Villa del Dique)
- 92.5 Los Reartes FM (Los Reartes)
- 93.5 Activa FM (Los Cóndores)
- 95.5 San Agustín FM (San Agustín)
- 92.3 Valle Azul FM (Santa Rosa/Villa General Belgrano) Fm La Popu 92.3
- 96.1 Cool FM Calamuchita (Embalse)
- 97.3 Cadena Calamuchita Emisora (Embalse)
- 97.7 La Señal FM (Santa Rosa)
- 98.1 Radio Calamuchita (Santa Rosa)
- 98.7 Cadena Calamuchita (La Cruz)
- 99.7 FM Espacio (Villa General Belgrano)
- 100.5 FM Cadena 3 (Santa Rosa/Villa General Belgrano).
- 101.9 Radio VGB (Villa General Belgrano)
- 102.7 FM Cadena Calamuchita Emisora (Santa Rosa)
- 102.9 Radio Comunal (Villa Quillinzo)
- 103.3 FM Alpina (Villa General Belgrano)
- 103.5 Neutro FM (La Cruz)
- 103.7 La Brújula (Embalse)
- 105.1 Radio Santa Rosa (Santa Rosa)
- 105.9 Delta FM (Embalse)
- 106.1 Radio Play (Santa Rosa)
- 107.7 Radio Flash FM (Santa Rosa)